# 瑞士屋
瑞士屋（Swiss Cottage）是倫敦康登倫敦自治市的一個地區，位於查令十字西北3.25英里（5.23），是瑞士屋站的所在地。瑞士屋是康登地區高度最高的公寓樓的計劃建設地點。地名來自於這裡的一座修建於1804年的名為The Swiss Tavern的瑞士風格旅館，旅館之後改名為Swiss Cottage。2011年人口普查時，瑞士屋有人口12,900人。

## 外部連結
- Camden Council Website （页面存档备份，存于）
- View from a Swiss Cottage CCTV camera (BBC) （页面存档备份，存于）
- Swiss Cottage School （页面存档备份，存于）